# L'eredità della zia d'America (film 1951)
L'eredità della zia d'America (Das Haus in Montevideo) è un film del 1951, diretto da Curt Goetz e Valerie von Martens.
La sceneggiatura si basa su Das Haus in Montevideo un lavoro teatrale firmato dallo stesso Goetz. L'attore, sposato a Valerie von Martens, era stato protagonista della commedia anche a teatro, sempre a fianco della moglie.
La storia fu ripresa nel 1963 da Helmut Käutner che ne fece un remake interpretato da Heinz Rühmann e Ruth Leuwerik.

## Trama
La morigerata vita oltremodo tranquilla e felice del professor Nägler, di sua moglie Marianne e dei loro numerosi bambini viene scombussolata quando Atlanta, la figlia più grande, eredita la casa di Montevideo della zia, sorella di Nägler.

## Produzione
Il film fu prodotto dalla Domnick Filmproduktion (DFP).

## Distribuzione
Distribuito dalla Herzog-Filmverleih, uscì nelle sale cinematografiche della Germania Federale l'8 novembre 1951. Il film poi venne distribuito anche nella DDR, ma solo due anni e mezzo più tardi, il 23 aprile 1954.